# Araeomolis rubens
Araeomolis rubens är en fjärilsart som beskrevs av William Schaus 1905. Araeomolis rubens ingår i släktet Araeomolis och familjen björnspinnare. Inga underarter finns listade i Catalogue of Life.